# Carey Price
Carey Price (ur. 16 sierpnia 1987 w Vancouver) – kanadyjski hokeista, reprezentant Kanady, olimpijczyk.

## Kariera
- Quesnel Millionaires (2002-2003)
- Tri-City Americans (2003-2007)
- Hamilton Bulldogs (2007)
- Montreal Canadiens (2007-)

Został wybrany w pierwszej rundzie draftu NHL w 2005 z numerem 5 przez Montreal Canadiens. Spędził juniorską karierę w drużynie Tri-City Americans grającą w lidze Western Hockey League, natomiast zawodową zaczął w drużynie Hamilton Bulldogs grającą w lidze AHL. W 2007 Montreal Canadiens podpisało z Careyem Pricem trzyletni kontrakt wart 850,000 dolarów. Pierwszy mecz jako profesjonalny hokeista zagrał 13 kwietnia 2007 w lidze AHL w drużynie Hamilton Bulldogs w meczu przeciwko Grand Rapids Griffins. Price był gwiazdą tego spotkania ponieważ obronił 27 z 28 strzałów na jego bramkę a drużyna Hamilton Bulldogs wygrała ten mecz. Price poprowadził swoją drużynę do rozgrywek play-off Calder Cup, z imponującymi statystykami 2.06 puszczonego gola na mecz i skutecznością bronienia na poziomie 93.6%. W pierwszym meczu w finale Calder Cup obronił wszystkie 46 i uzyskał tzw. shutout. Zdobył trofeum Jack A. Butterfield Trophy jako MVP play-offów pucharu Calder Cup mając 19 lat. Jest najmłodszym zawodnikiem w historii który zdobył ten puchar. Price został wybrany MVP podczas mistrzostw świata juniorów do lat 20 które odbywały się w Szwecji i pomógł zdobyć Kanadzie trzeci złoty medal z rzędu. Został także uznany najlepszym bramkarzem mistrzostw i został wybrany do drużyny All-Star razem z kolegami z drużyny Jonathanem Toewsem i Krisem Letangiem. Jest jedynym bramkarzem w historii hokeja, który został w tym samym roku uznany za bramkarza roku, MVP mistrzostw świata juniorów i zdobył Jack A. Butterfield Trophy. 1 października 2007 Price został dodany do składu Montreal Canadiens przed rozpoczęciem sezonu 2007/08. Price zadebiutował w drużynie Montreal Canadiens 10 października 2007 w meczu przeciwko Pittsburgh Penguins i zanotował 26 obronionych strzałów, a jego drużyna wygrała to spotkanie 3-2. 15 kwietnia 2008 w wygranym przez jego drużynę 1-0 meczu przeciwko Boston Bruins, Price obronił rzut karny i został jednym z niewielu bramkarzy, któremu udało się tego dokonać w debiutanckim sezonie (poprzednim był Patrick Roy w 1986). W lipcu 2012 przedłużył kontrakt z klubem o sześć lat. W lipcu 2017 podpisał nową ośmioletnią umowę z montrealskim klubem.
Uczestniczył w turnieju zimowych igrzysk olimpijskich 2014, Pucharu Świata 2016.

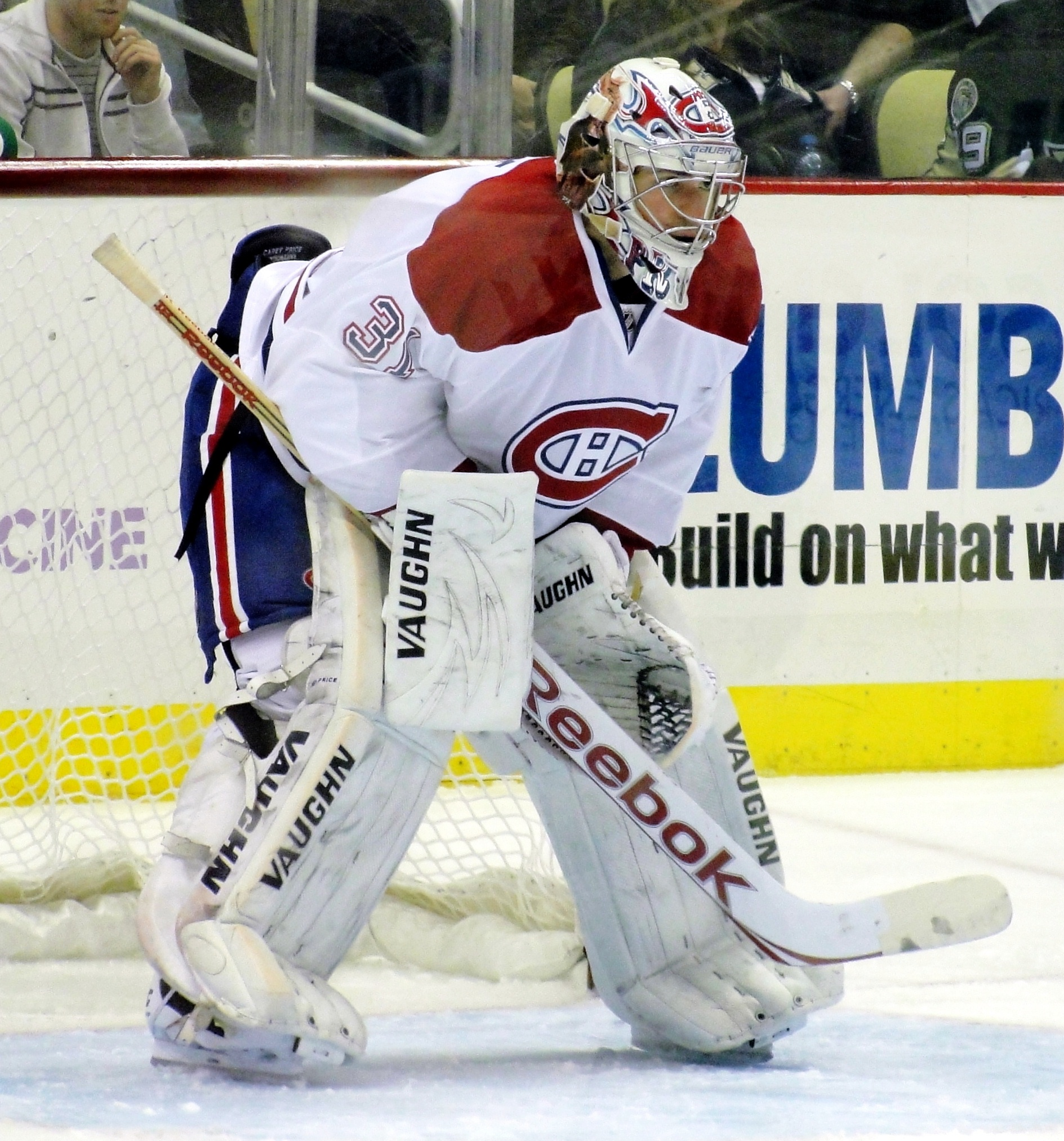
Carey Price w barwach Montreal Canadiens (2011)

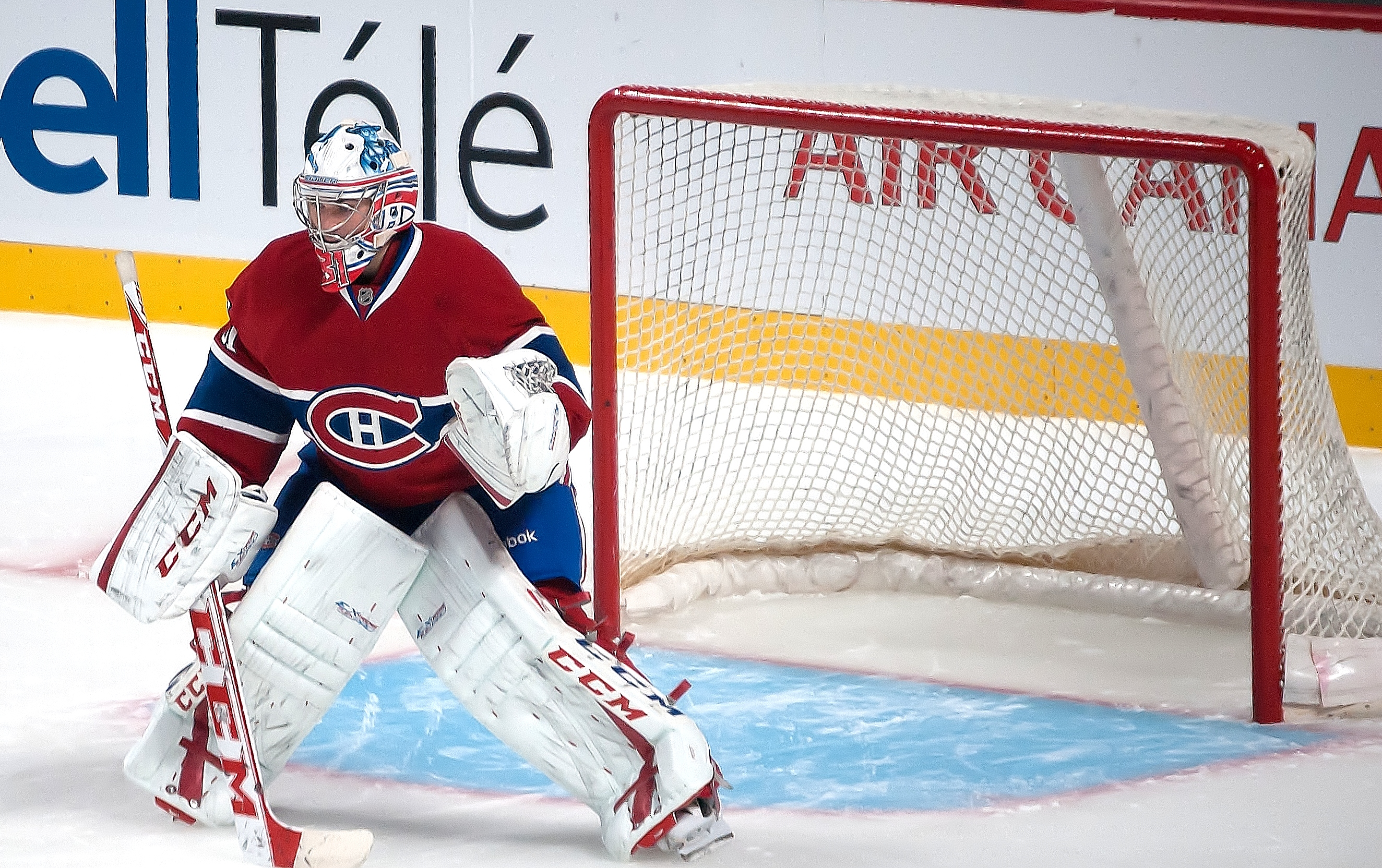
Carey Price w barwach Montreal Canadiens (2012)

## Życie osobiste
Ojciec Carreya, Jerry Price (ur. 1958), także był bramkarzem hokejowym. Został wybrany w 1978 w drafcie NHL przez drużynę Philadelphia Flyers w ósmej rundzie z numerem 126, lecz nie zagrał w tych rozgrywkach, występując zawodowo przez cztery sezony w innych ligach; później został trenerem bramkarzy w Tri-City Americans. Jego matka, Lynda, jest szefem Ulkatcho First Nation. Kuzynami zawodnika są Shane Doan (Phoenix Coyotes), Keaton Ellerby i Josh Doan.

## Sukcesy
Reprezentacyjne
- Srebrny medal mistrzostw świata juniorów do lat 18: 2005
- Złoty medal mistrzostw świata juniorów do lat 20: 2007
- Złoty medal zimowych igrzysk olimpijskich: 2014
- Puchar Świata: 2016

Klubowe
- Puchar Caldera - mistrzostwo AHL: 2007 z Hamilton Bulldogs

Indywidualne
- CHL Top Prospects Game: 2005
- Sezon AHL (2006/2007):
  - Jack A. Butterfield Trophy
  - Najlepszy Bramkarz Sezonu
- Mistrzostwa Świata Juniorów w Hokeju na Lodzie 2007/Elita:
  - Drużyna Gwiazd turnieju
  - Pierwsze miejsce w klasyfikacji skuteczności interwencji: 96,1%
  - Pierwsze miejsce w klasyfikacji średniej straconych goli na mecz: 1,14
  - Najlepszy Bramkarz turnieju
  - Najbardziej Wartościowy Zawodnik (MVP) turnieju
- Sezon WHL / CHL 2006/2007:
  - Del Wilson Trophy - najlepszy bramkarz sezonu WHL
- NHL All-Star Game: 2008, 2009, 2011, 2012
- Hokej na lodzie na Zimowych Igrzyskach Olimpijskich 2014 – turniej mężczyzn:
  - Pierwsze miejsce w klasyfikacji skuteczności interwecji w turnieju: 97,17%
  - Pierwsze miejsce w klasyfikacji średniej straconych goli na mecz w turnieju: 0,59
  - Drugie miejsce w klasyfikacji liczby straconych goli w turnieju: 3
  - Drugie miejsce w klasyfikacji liczby meczów bez straty gola w turnieju: 2 w 5 spotkaniach
  - Najlepszy bramkarz turnieju
- Sezon NHL (2014/2015):
  - Roger Crozier Saving Grace Award - pierwsze miejsce w klasyfikacji skuteczności interwencji w sezonie zasadniczym: 93,3%
  - William M. Jennings Trophy – najmniej bramek straconych
  - Trofeum Harta - najbardziej wartościowy zawodnik (MVP) w sezonie zasadniczym
  - Trofeum Vezina - najlepszy bramkarz sezonu
  - Ted Lindsay Award - najlepszy zawodnik ligi
- Występ w Meczu Gwiazd NHL w sezonie 2016-2017
- Występ w Meczu Gwiazd NHL w sezonie 2017-2018

## Statystyki kariery

### Sezon regularny
| Sezon               | Drużyna              | Liga                | GP | GA  | SO | GAA  | W  | L  | T/OTL | SV%  |
| ------------------- | -------------------- | ------------------- | -- | --- | -- | ---- | -- | -- | ----- | ---- |
| 2002-03             | Quesnel Millionaires | BCHL                | 11 | -   | -  | -    | -  | -  | -     | -    |
| 2002-03             | Tri-City Americans   | WHL                 | 1  | 2   | 0  | 6.00 | 0  | 0  | 0     | .857 |
| 2003-04             | Tri-City Americans   | WHL                 | 28 | 54  | 1  | 2.38 | 8  | 9  | 3     | .915 |
| 2004-05             | Tri-City Americans   | WHL                 | 63 | 145 | 8  | 2.34 | 24 | 31 | 8     | .920 |
| 2005-06             | Tri-City Americans   | WHL                 | 55 | 147 | 3  | 2.87 | 21 | 25 | 6     | .906 |
| 2006-07             | Tri-City Americans   | WHL                 | 52 | 128 | 3  | 2.50 | 32 | 17 | 1     | .916 |
| 2006-07             | Hamilton Bulldogs    | AHL                 | 2  | 3   | 0  | 1.54 | 1  | 1  | 0     | .949 |
| 2007-08             | Hamilton Bulldogs    | AHL                 | 10 | 26  | 1  | 2.69 | 6  | 4  | 0     | .896 |
| 2007-08             | Montreal Canadiens   | NHL                 | 41 | 103 | 3  | 2.56 | 24 | 12 | 3     | .920 |
| W sumie w lidze NHL | W sumie w lidze NHL  | W sumie w lidze NHL | 41 | 103 | 3  | 2.56 | 24 | 12 | 3     | .920 |

### Play-off
| Sezon               | Drużyna             | Liga                | GP | GA | SO | GAA  | W  | L | SV%  |
| ------------------- | ------------------- | ------------------- | -- | -- | -- | ---- | -- | - | ---- |
| 2003-04             | Tri-City Americans  | WHL                 | 8  | 19 | 0  | 2.43 | 5  | 3 | .906 |
| 2004-05             | Tri-City Americans  | WHL                 | 5  | 12 | 0  | 2.22 | 1  | 4 | .937 |
| 2005-06             | Tri-City Americans  | WHL                 | 5  | 12 | 0  | 2.39 | 1  | 4 | .896 |
| 2006-07             | Tri-City Americans  | WHL                 | 6  | 17 | 0  | 2.93 | 2  | 4 | .911 |
| 2006-07             | Hamilton Bulldogs   | AHL                 | 22 | 45 | 2  | 2.06 | 15 | 6 | .936 |
| W sumie w lidze NHL | W sumie w lidze NHL | W sumie w lidze NHL | -  | -  | -  | -    | -  | - | -    |

### Występy reprezentacyjne
Gra dla reprezentacji Kanady:
- Złoty medal w 2007 na Mistrzostwach Świata Juniorów

Międzynarodowe statystyki
| Rok                 | Drużyna             | Zawody              | GP | W | L | MIN | Sv. % | GA | SO | GAA  |
| ------------------- | ------------------- | ------------------- | -- | - | - | --- | ----- | -- | -- | ---- |
| 2007                | Kanada              | MŚJ                 | 6  | 6 | 0 | 370 | .961  | 7  | 2  | 1.14 |
| Junior Int'l Totals | Junior Int'l Totals | Junior Int'l Totals | 6  | 6 | 0 | 370 | .961  | 7  | 2  | 1.14 |